# Xenylla
Xenylla är ett släkte av urinsekter. Xenylla ingår i familjen Hypogastruridae.

## Dottertaxa tillXenylla, i alfabetisk ordning[1][2]
- Xenylla abichiana
- Xenylla acauda
- Xenylla alba
- Xenylla aristides
- Xenylla atrata
- Xenylla auka
- Xenylla australiensis
- Xenylla babenkoi
- Xenylla badakhshanica
- Xenylla bellingeri
- Xenylla betulae
- Xenylla bismarckensis
- Xenylla boerneri
- Xenylla brasiliensis
- Xenylla brevicauda
- Xenylla brevisimilis
- Xenylla brevispina
- Xenylla californica
- Xenylla canadensis
- Xenylla capensis
- Xenylla capitata
- Xenylla carolinensis
- Xenylla cassagnaui
- Xenylla caudata
- Xenylla cavarai
- Xenylla cavernarum
- Xenylla christianseni
- Xenylla claggi
- Xenylla collis
- Xenylla constricta
- Xenylla continentalis
- Xenylla convexopyga
- Xenylla corticalis
- Xenylla deharvengi
- Xenylla dotata
- Xenylla duchesnea
- Xenylla fernandesi
- Xenylla franzi
- Xenylla gamae
- Xenylla gisini
- Xenylla gomerensis
- Xenylla granulosa
- Xenylla greensladeae
- Xenylla grisea
- Xenylla hadialii
- Xenylla hawaiiensis
- Xenylla helena
- Xenylla hexagona
- Xenylla humicola
- Xenylla inermis
- Xenylla jamaicensis
- Xenylla jocquei
- Xenylla kenyensis
- Xenylla kirgisica
- Xenylla laurisilvae
- Xenylla lawrencei
- Xenylla lesnei
- Xenylla littoralis
- Xenylla longicauda
- Xenylla longispina
- Xenylla longistriata
- Xenylla louisiana
- Xenylla malasica
- Xenylla malayana
- Xenylla manusiensis
- Xenylla marina
- Xenylla maritima
- Xenylla martynovae
- Xenylla mediterranea
- Xenylla mongolica
- Xenylla mucronata
- Xenylla murphyi
- Xenylla myrmecophila
- Xenylla neivai
- Xenylla nigeriana
- Xenylla nirae
- Xenylla nitida
- Xenylla obscura
- Xenylla occidentalis
- Xenylla octooculata
- Xenylla orientalis
- Xenylla osetica
- Xenylla pallescens
- Xenylla paludis
- Xenylla piceeta
- Xenylla portoricensis
- Xenylla proxima
- Xenylla pseudobrevicauda
- Xenylla pseudomaritima
- Xenylla pyrenaica
- Xenylla raynalae
- Xenylla reducta
- Xenylla rhodesiensis
- Xenylla saludoi
- Xenylla schillei
- Xenylla simberloffi
- Xenylla similata
- Xenylla sincta
- Xenylla spinosissima
- Xenylla stachi
- Xenylla stepposa
- Xenylla subacauda
- Xenylla subbellingeri
- Xenylla subcavernarum
- Xenylla tadzhika
- Xenylla thailandensis
- Xenylla thiensis
- Xenylla trisubloba
- Xenylla tullbergi
- Xenylla uniseta
- Xenylla welchi
- Xenylla westraliensis
- Xenylla victoriana
- Xenylla vilhenaorum
- Xenylla villiersi
- Xenylla wilsoni
- Xenylla womersleyi
- Xenylla xavieri
- Xenylla yosiiana
- Xenylla yucatana
- Xenylla zairensis
- Xenylla zavattari